# ガイウス・フラミニウス
ガイウス・フラミニウス・ネポス（ラテン語: Gaius Flaminius Nepos, 紀元前217年没）は、共和政ローマの政治家、軍人。プレブス（平民）出身で先祖に有力者のいないノウス・ホモ（新人）の一員として台頭し、グラックス兄弟よりも1世紀近く前に土地分配法を成立させた。

## 生涯

### 護民官として
紀元前232年に護民官に就任すると、元老院の反対を押し切り、約半世紀前にデンタトゥスによってガリア人から獲得したピケナム周辺 (現リミニ南方) を対象とした土地分配法を制定した。しかし、元々の住人であったガリア人の反発を受けることになる。
元老院からの様々な妨害にも屈せずこの法案を通そうとしたその時、父親が彼の肩を掴んだために取りやめたが、誰一人として非難しなかったとする話も残っている。

### 法務官として
紀元前227年には法務官（プラエトル）としてシキリアに赴任した。これはローマのプラエトルがシキリアに赴任した初めての例となった。同僚のプラエトルはサルディニアを担当している。

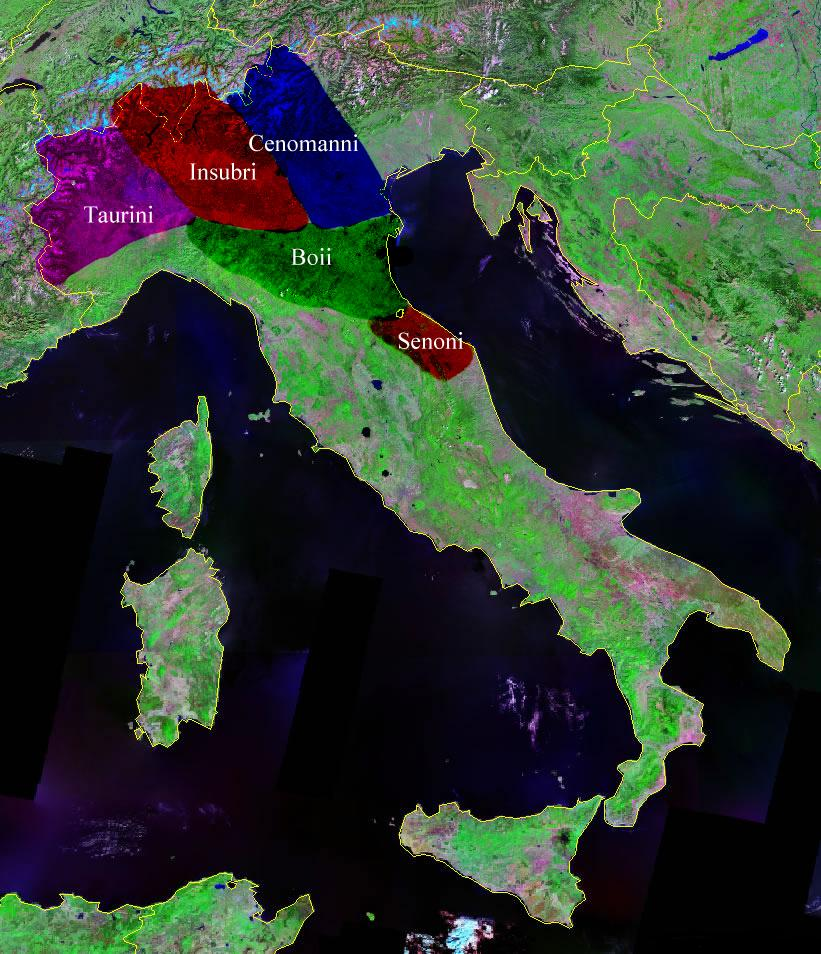
ガリア人諸部族の位置。Senoniの部分を分配した

紀元前225年になるとフラミニウスが土地を分配した事に憤慨したガリア・キサルピナのボイイ族らが蜂起し、ガリア・トランサルピナから傭兵を引き込んで反乱を起こしたが、当時の執政官ルキウス・アエミリウス・パプスらがテラモンの戦いで打ち破った。

### 一度目の執政官として
紀元前223年に執政官に就任すると、インスブレス族に勝利して凱旋式を挙行した。一説によると元老院は彼の反抗的な態度に対し、凱旋式の差し止めや執政官職の解任まで要求したというが、市民の投票によって挙行が決定したという。余談だが第二次ポエニ戦争で兵員の足りなくなったローマは緊急に募集した兵士にこの凱旋式の時の戦利品を装備させている。
翌紀元前222年には執政官マルクス・クラウディウス・マルケッルスがクラスティディウムの戦いでインスブレス族を破り、メディオラヌムなどを陥落させ、徐々にガリア・キサルピナはローマの勢力圏となっていった。
紀元前221年、ファビウス・マキシムスが独裁官に就任すると、副官に任命された。シビュラの書に従ってウェヌス・エリキナ神殿（en）の建立を誓ったが、儀式中にネズミが鳴いたためファビウス共々辞職せざるを得なかったという逸話が残っている。

### 監察官として

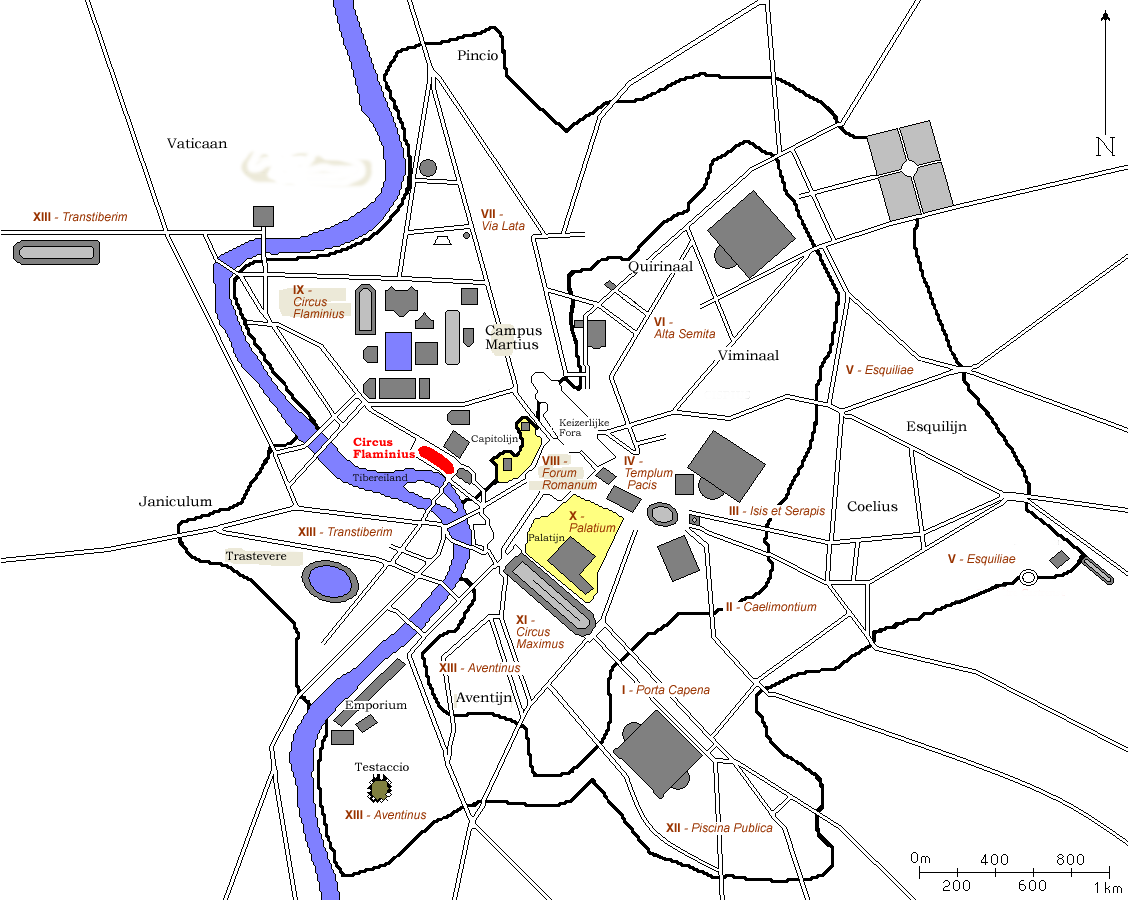
フラミニウス競技場の位置

紀元前220年には監察官（ケンソル）を勤め、ローマからリミニまでを結ぶフラミニウス街道や、カンプス・マルティウスにフラミニウス競技場を築いた。この年のケンソルは多忙で、同僚のルキウス・アエミリウス・パプスと共に植民市としてガリア・キサルピナにクレモナ、プラケンティアを建造、解放奴隷をローマ市内の都市トリブス（投票区）に振り分け、更には縮充工に関わる法案を通すなどした。
また元老院議員としては紀元前218年に当時の護民官クィントゥス・クラウディウスを支援して、元老院議員とその子息に300アンフォラ以上の大型船舶を所有することを禁止するクラウディウス法を通過させた。
しかしその年、ローマに激震が走る。ハンニバルのアルプス越えである。イタリア侵入後のハンニバルがローマに勝利するのを見たキサルピナのガリア人は、雪崩を打ってハンニバル陣営に加わった。

### 二度目の執政官として
紀元前217年、再び執政官に選出される。トレビアの戦いでの敗北を受け、ローマは新たに4つの軍団を新設し、二人の執政官に預けた。フラミニウスはアレティウムからハンニバルを追跡したが、トラシメヌス湖で伏兵に会い戦死、部隊も全滅した（トラシメヌス湖畔の戦い）。
彼は鳥占いを経ずに選出され、ハンニバルと戦う前にも不吉な前兆があったもののそれを無視したため、1万5千人が殺され、6千人が捕虜となるほどの大敗を喫したが、ハンニバルは彼の遺体を丁重に葬ったという。
相次ぐ敗戦にさすがのローマも万策尽き、元老院は持久戦を唱えるクィントゥス・ファビウス・マクシムスを独裁官に任命する事となる。